# Sendlinger Tor

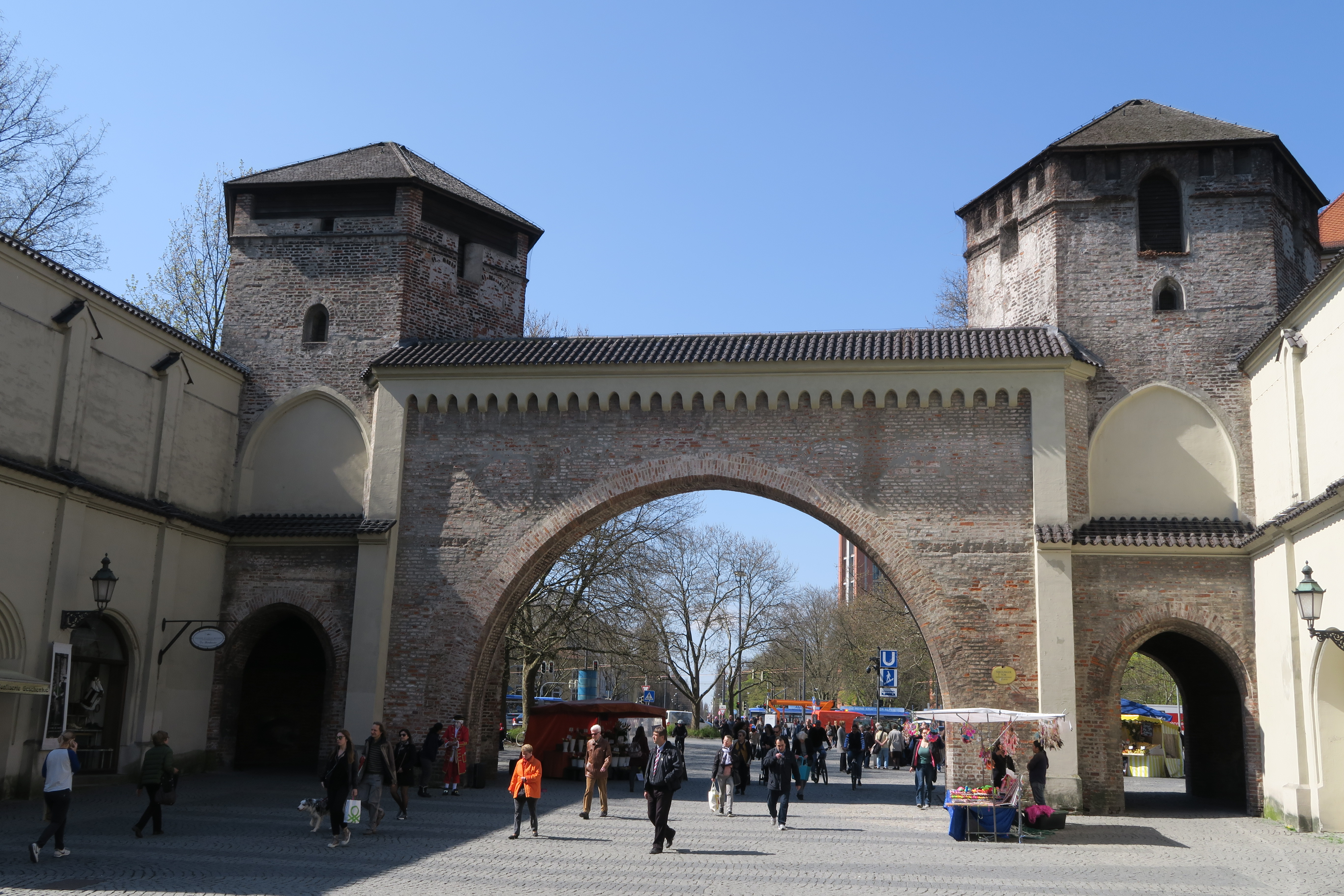
Das Tor von der Sendlinger Straße aus gesehen

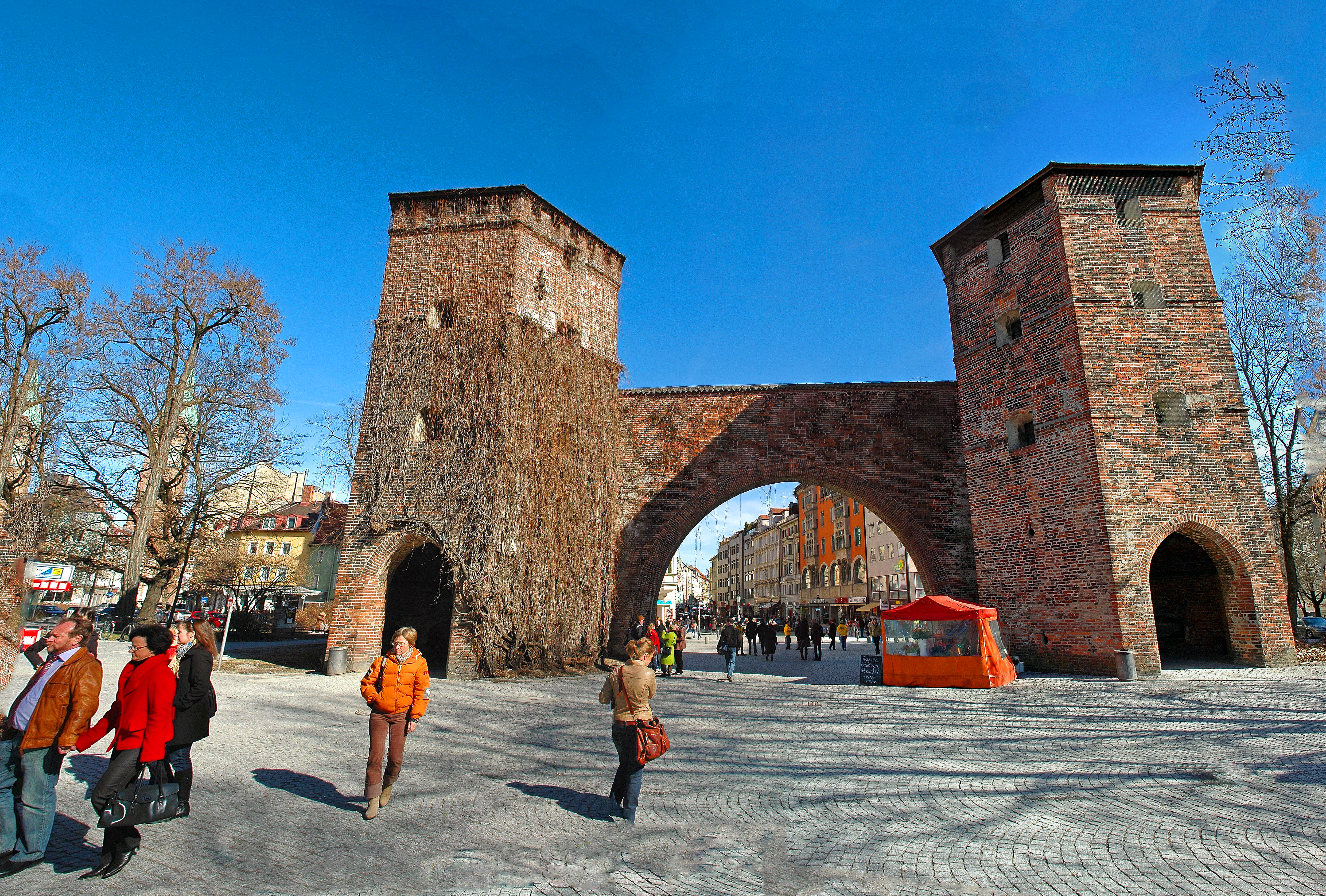
Das Tor vom Sendlinger-Tor-Platz aus gesehen

Das Sendlinger Tor ist das südliche Stadttor der historischen Altstadt in München. Es wurde im 15. Jahrhundert erbaut und 1860 durch Arnold Zenetti im neugotischen Stil restauriert. Die Durchfahrtsbögen fügte Wilhelm Bertsch 1906 hinzu.

## Lage
Das Sendlinger Tor (Sendlinger Str. 49) liegt am südlichen Ende der Sendlinger Straße, die Teil der Nord-Süd-Magistrale durch die Münchner Altstadt ist und das Hackenviertel im Westen von Angerviertel im Osten trennt. Das Sendlinger Tor liegt auf einer Höhe von 525 Metern über NN und ist Namensgeber für den vor ihm liegenden Sendlinger-Tor-Platz. An ihm liegt das Filmtheater Sendlinger Tor. Im Südwesten des Platzes liegt der Nußbaumpark.

## Geschichte

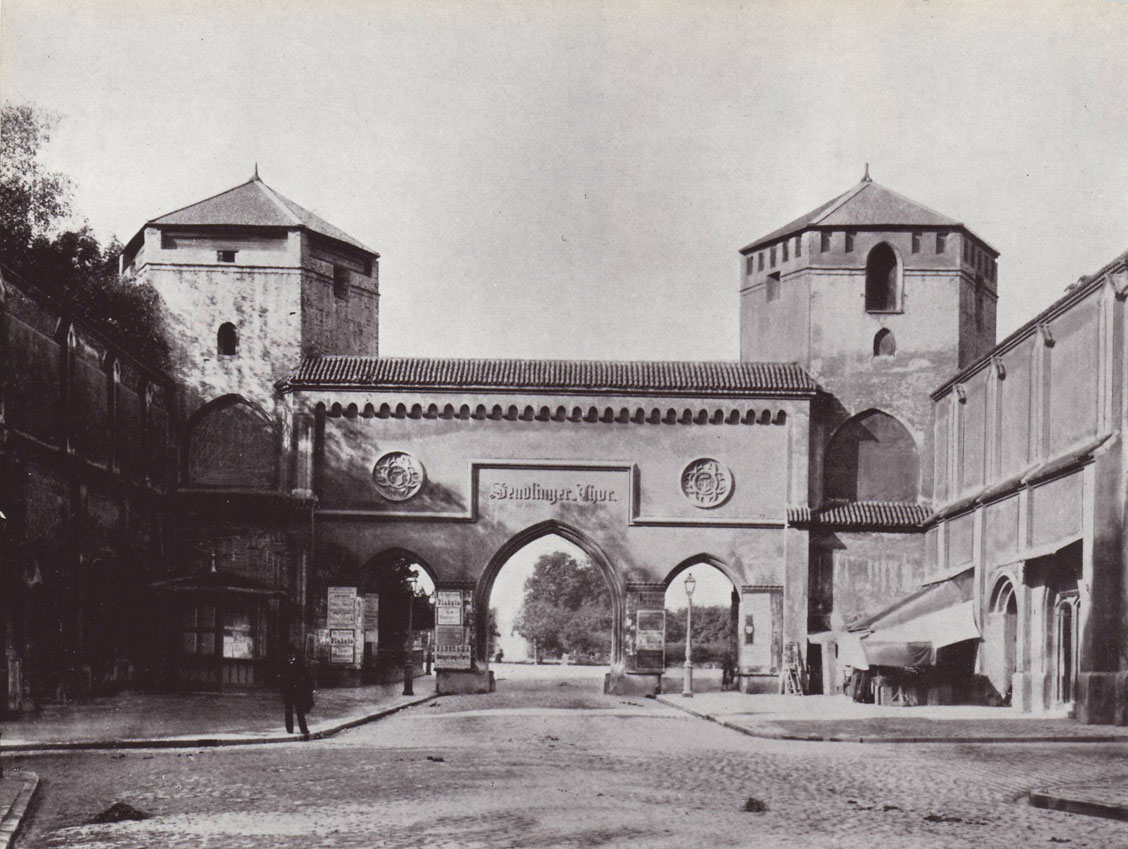
Das Sendlinger Tor mit drei kleinen Durchfahrtsbögen (vor 1906)

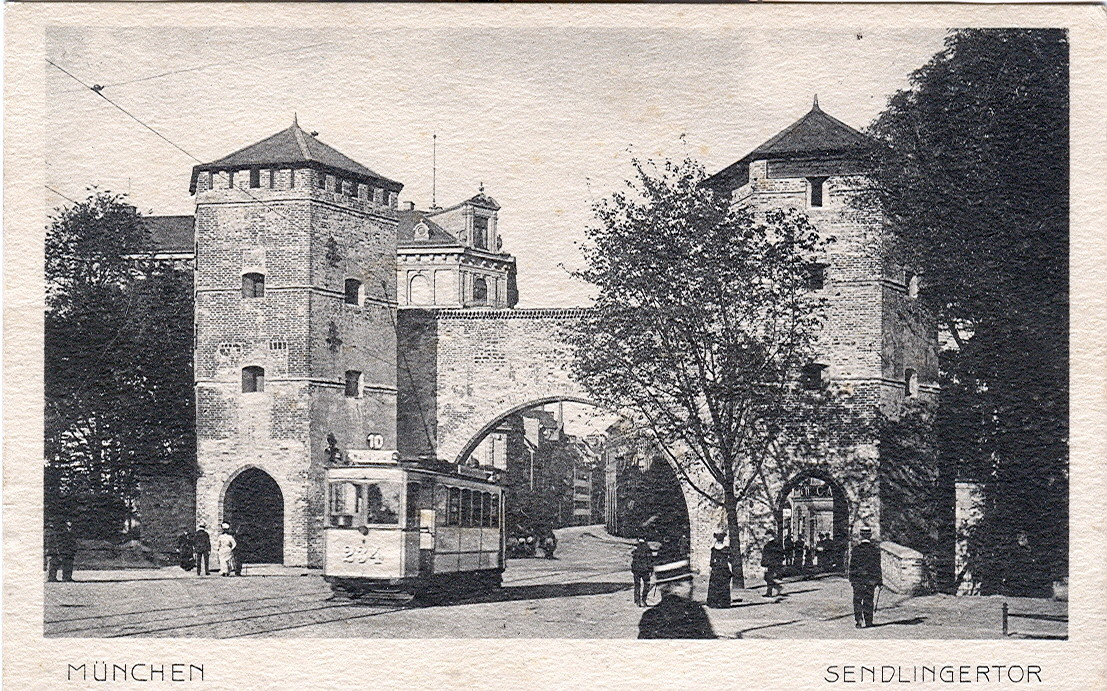
Sendlinger Tor (1918)

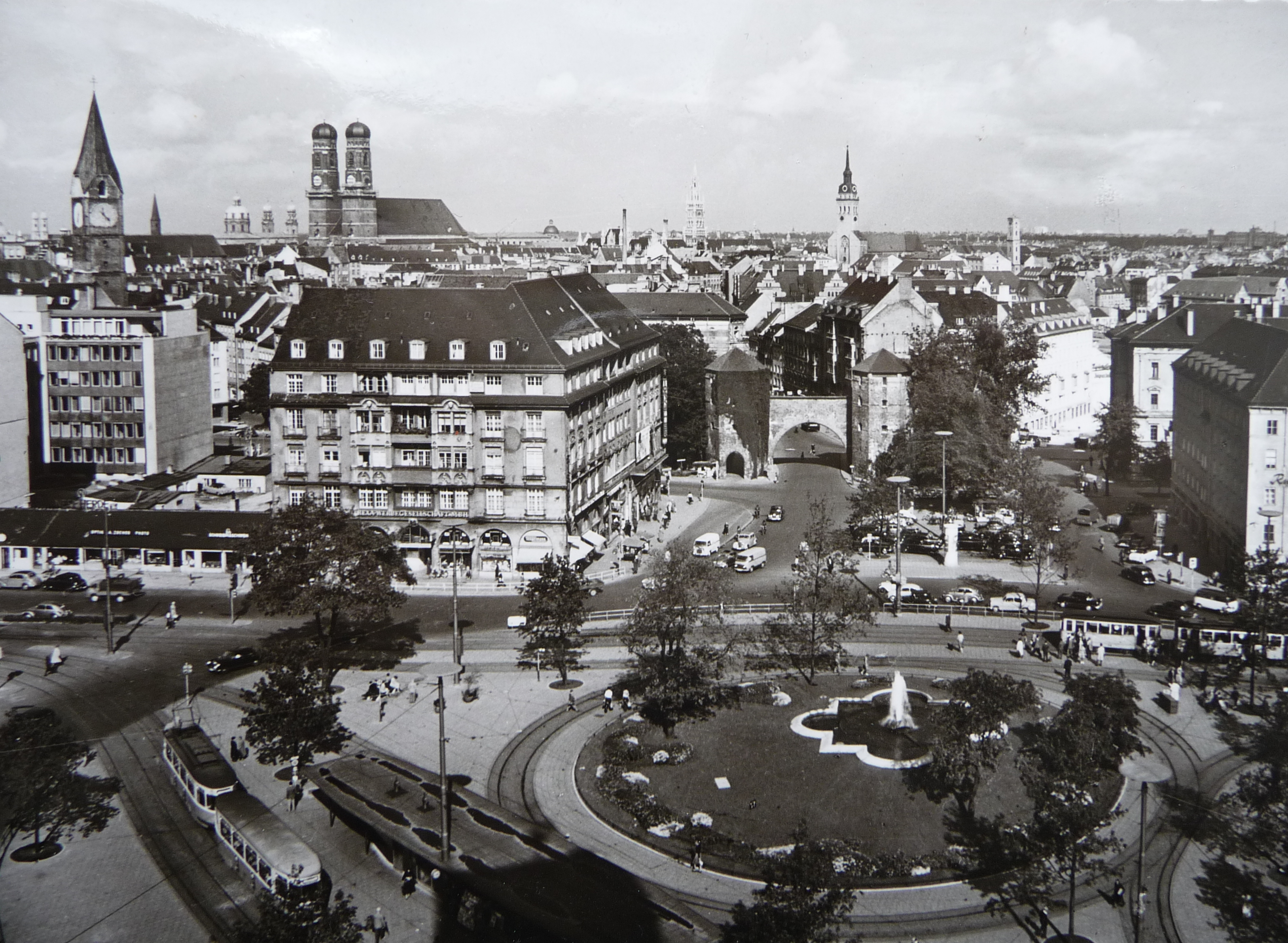
Sendlinger-Tor-Platz (um 1955)

Im Rahmen der großen Stadterweiterung durch Ludwig den Bayern entstand 1285 bis 1337 eine zweite Stadtbefestigung, in deren Rahmen das Sendlinger Tor errichtet wurde. 1319 wird es erstmals erwähnt, bestand aber wohl schon früher. Die ursprünglich nur aus dem für die Münchener Stadttore charakteristischen Mittelturm bestehende Tor- und Wehranlage wurde um 1420 um die beiden Flankentürme ergänzt, die durch Schluss der äußeren Stadtmauer notwendig wurden. Im Jahre 1318 wurde das Sendlinger Tor auch erstmals als Startpunkt für den Weg nach Italien urkundlich erwähnt.
Von 1752 bis 1754 entstand vor dem Sendlinger Tor in der heutigen Ziemssenstraße das Spital der Barmherzigen Brüder; die zugehörige Klosterkirche St. Max folgte ab 1764. Sie bestand bis zur Säkularisation 1809.
1808 wurde der Mittelturm des Sendlinger Tors abgerissen. Arnold Zenetti führte 1860 eine Restaurierung der beiden erhaltenen Flankentürme und der Binnenmauer mit den drei Toreingängen durch. 1906 wurden diese Toreingänge aus verkehrstechnischen Gründen durch einen großen Mittelbogen ersetzt und durch die Flankentürme Durchgänge mit Turmportalen getrieben. Die Portale stammen von Wilhelm Bertsch.
Im Zweiten Weltkrieg kaum beschädigt, wurde das Sendlinger Tor in den 1980er Jahren generalsaniert. Am Sendlinger Tor ist noch ein Rest der Stadtmauer zu erkennen, die sich dann weiter die Herzog-Wilhelm-Straße hinaufzog.

## Verkehrsanbindung
Am Sendlinger-Tor-Platz befindet sich der U-Bahnhof Sendlinger Tor mit sechs U-Bahnlinien und fünf Trambahnlinien. Umgeben ist der Platz von der Herzog-Wilhelm-Straße, der Lindwurmstraße und der Sonnenstraße. 
Für die Sendlinger Straße, von der aus man durch das Tor blicken kann, wurde im Rahmen des Park(ing) Day 2007 eine Umgestaltung zur Fußgängerzone gefordert, welche in zwei Bauabschnitten bis 2019 fertiggestellt wurde.